# Alphomelon crocostethus
Alphomelon crocostethus är en stekelart som beskrevs av Andrew R. Deans 2003. Alphomelon crocostethus ingår i släktet Alphomelon och familjen bracksteklar. Inga underarter finns listade i Catalogue of Life.